# Івцан
Івцан — біблійний персонаж Епохи Суддів, один із суддів Ізраїля. Походив з міста Вифлеєм. Із Книги Суддів та опису його правління Йосифом Флавієм випливає, що це — Вифлеєм-Ефрата на землі племені Юди, а не Вифлеєм Галілейський, що розташований бл. 11 км на північний захід від Назарету на землі племені Завулона. Івцан судив народ сім років та відомий численним потомством, що складалося з 30 синів та 30 дочок (Сд. 12:8-10). Своїх дочок він видав заміж та відіслав, а синів одружив та залишив біля себе. Більше про його життя нічого не відомо. Йосип Флавій у Юдейських старожитностях також повідомляє, що час правління Івцана був без визначних подій. По смерті Івцан був похований у Вифлеємі. За ним слідував суддя Ізраїля  Елон.